# Tomb Raider: Legend
Tomb Raider: Legend est un jeu vidéo développé par Crystal Dynamics et édité par Eidos Interactive. Mélange  d’action-aventure et de plates-formes, le jeu est sorti sur PlayStation 2, Windows, Xbox et Xbox 360 en avril 2006. Il a par la suite été porté sur GameCube, Game Boy Advance, Nintendo DS et PlayStation Portable avec l’assistance de Buzz Monkey Software et HumanSoft.
Il s’agit du septième épisode de la série Tomb Raider et le premier à ne pas avoir été développé par le studio britannique Core Design. Cette décision d’Eidos fait suite aux ventes décevantes et la réception critique désastreuse du précédent opus, L’Ange des ténèbres.
L’histoire est centrée sur la jeune aventurière britannique Lara Croft, son enquête sur la disparition de sa mère et sa recherche des fragments d’Excalibur, l’épée du roi Arthur. Son investigation commence en Bolivie et l’emmène dans diverses régions du monde. Au cours de son aventure, elle est confrontée à un fantôme de son passé qui convoite également le légendaire artefact.
Le jeu rencontre un important succès critique et commercial. Il dépasse les prévisions de ventes de son éditeur, contribuant à son redressement financier. Perçu comme un « retour aux sources » de la série, il relance la franchise, avec deux suites, Tomb Raider: Anniversary et Tomb Raider: Underworld, sorties en juin 2007 et novembre 2008.

## Trame

### Personnages
Lara Croft est une archéologue et aventurière britannique qui voyage à travers le monde à la recherche de précieux artéfacts. Au cours de ses explorations, elle est en communication permanente avec ses deux assistants restés au manoir des Croft ou dans leur camionnette. Zip est son conseiller technique, et est à l’origine des divers équipements qu’elle utilise. Alister, son assistant de recherche, lui fournit des informations sur les civilisations anciennes qu’elle rencontre. Winston, son fidèle domestique, s’occupe de son intendance.
Lara a de nombreux amis à travers le monde. Anaya, ingénieur en génie civil, est une amie de faculté de Lara. Elle se trouvait avec elle lors de la tragédie qui survint à Paraíso, et où périt leur amie Amanda. Toru Nishimura, ancien reporter intrépide et désormais riche magnat des médias, vient en aide à Lara au besoin.
Au cours de ses aventures, Lara se fait de nombreux ennemis. Shogo Takamoto, un chef Yakuza, lui en veut pour l’avoir humilié par le passé. James Rutland, un riche fils de sénateur américain, poursuit pour son propre intérêt des objectifs semblables à ceux de Lara.

### Histoire

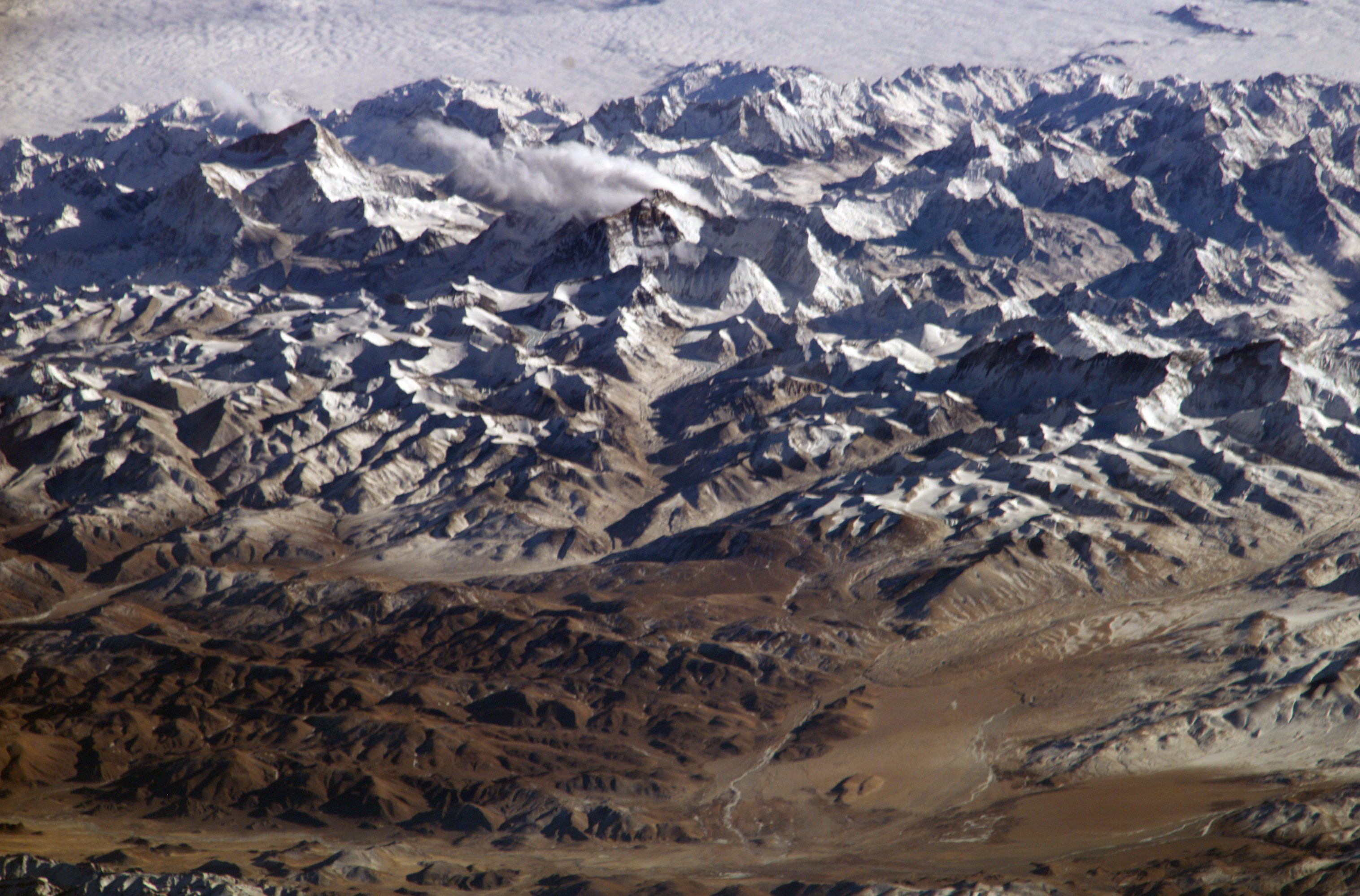
L’Himalaya, cadre de la cinématique d’introduction.

Lorsque Lara Croft avait neuf ans, l’avion qui les transportait, sa mère et elle, s’est écrasé dans l’Himalaya. Seules survivantes, elles trouvent refuge dans un ancien monastère bouddhiste abandonné. Lara y découvre un socle de pierre gravé avec une épée, et active accidentellement le dispositif. Un portail s’ouvre, et emporte sa mère après que celle-ci a retiré l’épée.
Au début du jeu, Lara est en Bolivie pour explorer une civilisation pré-inca, Tiwanaku. Elle est  à la recherche d’un socle en pierre gravé, sur les renseignements de son amie Anaya. Sur place, elle rencontre des mercenaires, qui ont pour ordre de l’attaquer à vue. Elle finit par arriver à un temple ancien. À l’autre bout, elle découvre le socle de pierre, et rencontre James Rutland. Celui-ci exhibe un fragment d’épée, et mentionne Paraíso et Amanda, que Lara croyait morte. Après un autre combat, au cours duquel Rutland prend la fuite, Lara examine le socle, en tout point semblable à celui vu au Népal.

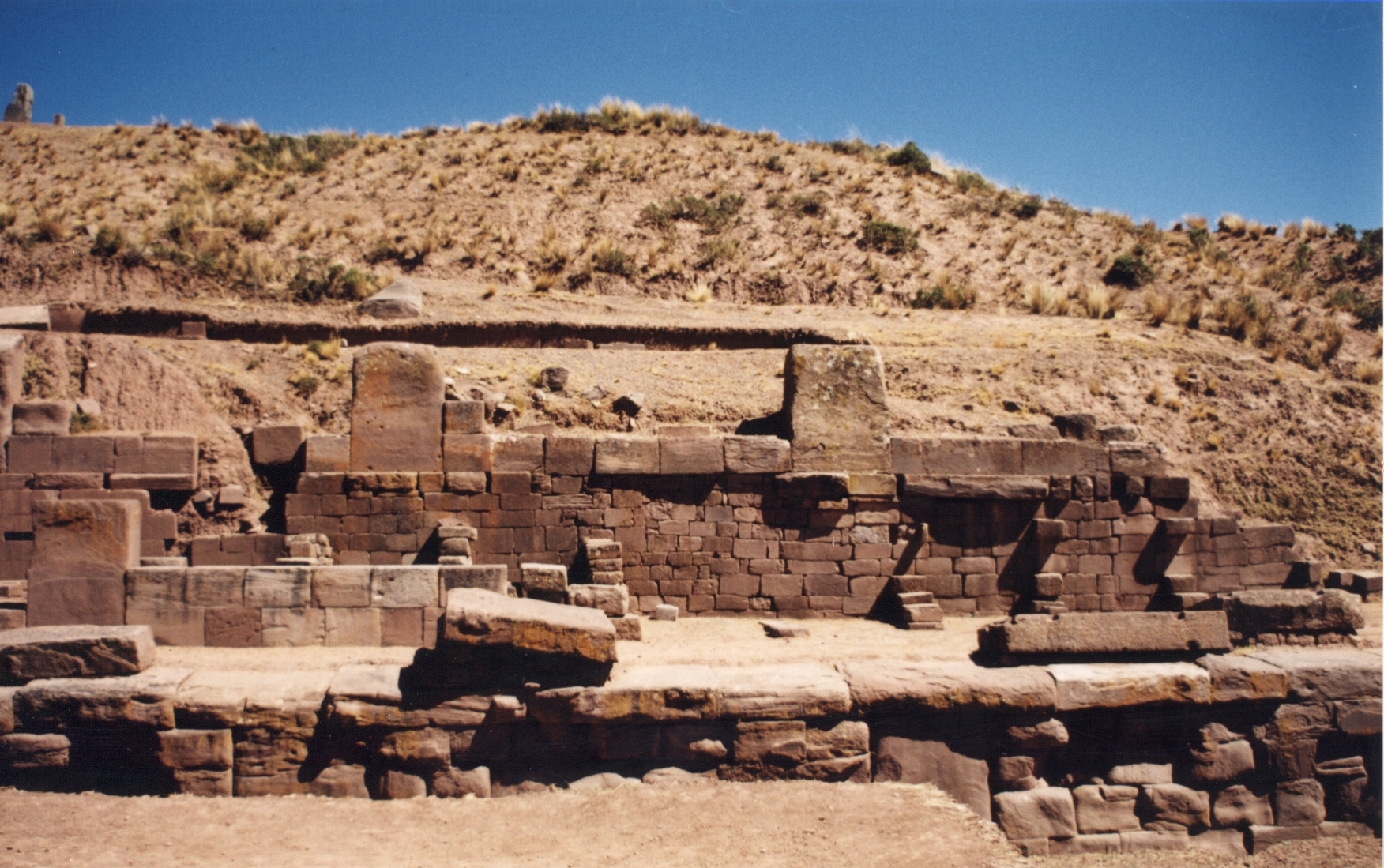
Le jeu s’ouvre sur les ruines de la civilisation pré-inca de Tiwanaku.

À la recherche d’indices, Lara se rend à Paraíso, au Pérou (sans doute El Paraíso, près de Lima), et y retrouve Anaya. Après une attaque des mercenaires, elles se rendent sur le site archéologique où, avec d’autres amis de l’université (dont Anaya), elles avaient entrepris des fouilles dans sa jeunesse, à la recherche de la tombe d'une reine. Lara se remémore la tragédie qui est survenue, lorsqu’elle et Amanda assistèrent au massacre de leur équipe par une mystérieuse entité. Amanda réussit à faire disparaître la créature en ôtant une pierre brillante du mur, ce qui causa un éboulement qui inonda la caverne. Lara fut alors forcée de fuir en laissant Amanda derrière elle, morte selon toute vraisemblance.
En explorant de nouveau le site, Lara découvre qu’Amanda a survécu à l’éboulement, et que la relique qu’elle recherche semble faire partie d’un monomythe lié à la légende arthurienne. En effet, elle y découvre l'histoire de la reine qui reçut de Tunupa (divinité andine assimilée à Viracocha), un bâton magique, lui permettant d'accéder au pouvoir. Histoire assez similaire à celle du Roi Arthur. L'archéologue se rend compte également qu’un fragment de l’épée est entre les mains du chef Yakuza Shogo Takamoto, après qu’il l’a volée à l’université Waseda.

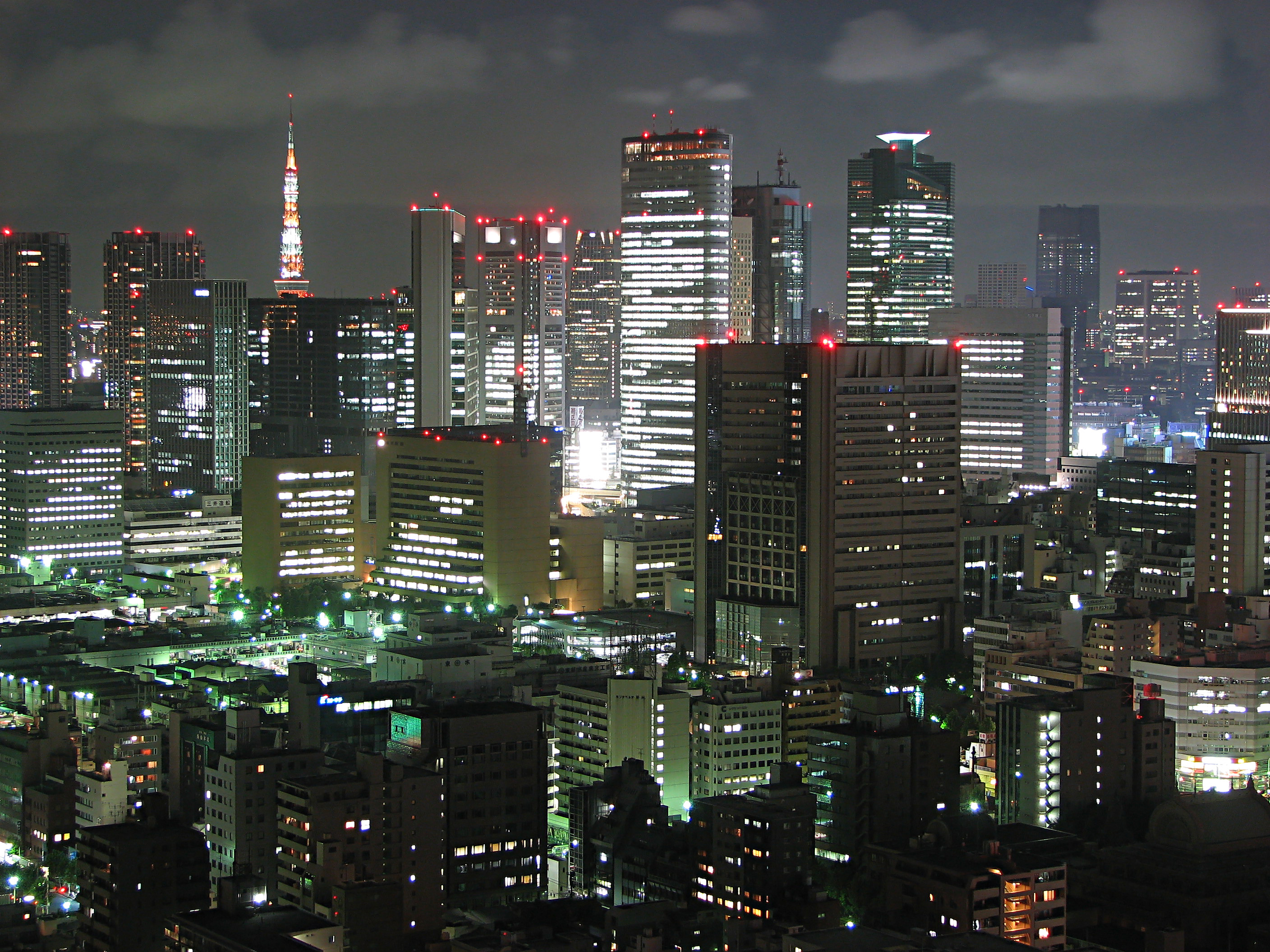
Les toits de Tokyo, cadre du troisième niveau.

Lara se rend alors au Japon et arrange un rendez-vous avec Takamoto au cours d’une réception organisée par Toro Nishimura, un des amis de Lara. Takamoto coupe court aux négociations et s’enfuit après avoir ordonné à ses hommes de tuer Lara. Elle passe par les toits des gratte-ciels et s’infiltre dans l’appartement du yakuza. Takamoto révèle que la relique appartenait à un chevalier croisé, mais qu’elle est en réalité bien plus ancienne. En dépit des mystérieux pouvoirs conférés par le fragment d’épée, Lara élimine Takamoto et récupère la relique.
Apprenant que Rutland se trouve au Ghana, Lara se lance à sa poursuite pour s’emparer du fragment qu’il possède. Elle découvre un temple dissimulé derrière une chute d’eau, et apprend que son père y est déjà venu par le passé. Elle retrouve Rutland, qui lui parle d’un artéfact, la Clé Ghalali, qui aurait le pouvoir d’assembler l’épée. À l’origine caché dans le temple, il pense que le père de Lara l’a trouvé et qu’il se trouve désormais en sa possession. Rutland attaque en utilisant le pouvoir du fragment. Lara le vainc et récupère l’artéfact, mais l’épargne. Pendant ce temps, Amanda a attaqué le manoir des Croft à la recherche de la clé Ghalali, et est partie pour le Kazakhstan où se trouverait un autre fragment.

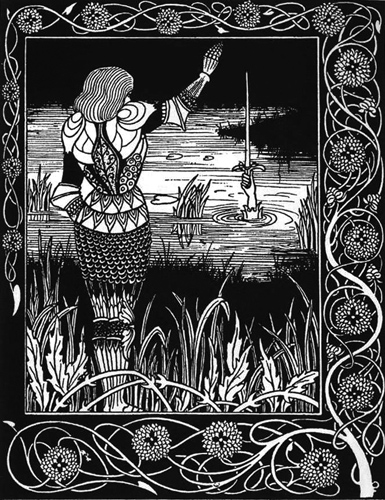
La légende arthurienne et l’épée Excalibur sont au centre de l’histoire.

Sur place, Lara découvre que les hommes de Rutland ont pris le contrôle d’un laboratoire de recherche soviétique. Dans les années cinquante, des expériences conduites sur le fragment ont mal tourné et conduit le KGB à fermer les lieux. Celles-ci se déroulaient dans le cadre du « Projet Carbonek », du nom du château de la légende arthurienne où se trouve le Graal. Au cours de son exploration du laboratoire, Lara découvre un bouclier, portant les armoiries de Lancelot, au dos duquel est gravé une carte. Elle finit par retrouver Amanda, qui se livre à des expérimentations en utilisant la technologie Tesla. Elle attaque Lara en utilisant la pierre trouvée à Paraíso pour contrôler la mystérieuse entité. Lara la combat et parvient à s’emparer du troisième fragment.
Les coordonnées indiquées sur le bouclier mènent Lara en Cornouailles, en Angleterre, dans un musée pour touristes en ruines. Pendant son exploration des lieux, Alister fournit différents éléments sur la légende arthurienne. Il souligne notamment que contrairement à ce que l'on croit souvent, Excalibur et l'Épée du Rocher ne sont pas la même épée, mais deux épées distinctes, Arthur ayant récupéré la première après avoir accidentellement brisé la seconde. En fouillant le musée, Lara découvre un passage vers des catacombes où se trouve la véritable tombe du roi Arthur. Elle apprend qu’après la mort du roi, trois de ses chevaliers, Perceval, Galaad et Bohort, emportèrent chacun un fragment de l’épée dans diverses parties du globe. Elle s’empare du dernier fragment, laissé dans la tombe du roi, puis affronte un gigantesque serpent de mer vivant dans les catacombes.
Désormais en possession de tous les fragments de l’épée, Lara se rend compte que la clé Ghalali était en possession de sa mère, et qu’elle l’avait avec elle lors de sa disparition au Népal. Sur place, Lara récupère la clé Ghalali dans l’épave de l’avion, puis explore le temple bouddhiste où sa mère et elle s’étaient réfugiées. Elle assemble Excalibur et découvre que l’épée possède des pouvoirs surnaturels.
De retour en Bolivie, Lara affronte les mercenaires et tue Rutland avec Excalibur. Amanda fusionne avec l’entité et attaque Lara, qui l’emporte. Lara utilise alors l’épée avec le socle, ce qui ouvre un portail, qui se révèle être temporel et la connecte à celui qu’elle a activé enfant. Amanda crie à Lara de retirer l’épée, et sa mère, de l’autre côté du portail, s’exécute et provoque l’explosion du socle. Lara se rend compte que c’est Amanda qui est responsable de la disparition de sa mère. Amanda affirme cependant qu’elle n’est pas morte, mais se trouve à Avalon. Lara décide d’épargner Amanda et quitte les lieux, réalisant que son père avait raison, et déterminée à continuer son enquête sur la disparition de sa mère.

## Système de jeu

### Généralités

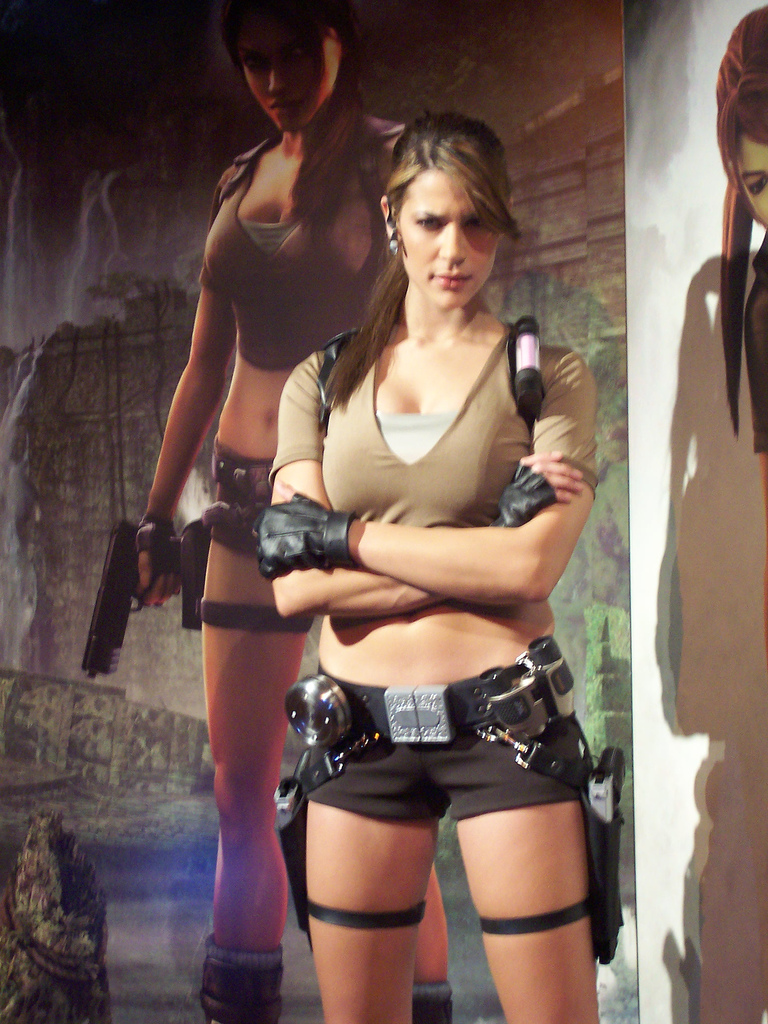
L’équipement de Lara Croft inclut pistolets, grappin magnétique, jumelles, source lumineuse et micro-casque.

Tomb Raider Legend est un jeu d'action-aventure, incorporant des éléments de plates-formes et de tir à la troisième personne. Le joueur dirige l’héroïne Lara Croft en vue à la troisième personne dans des environnements en trois dimensions. Le joueur peut déplacer la caméra à sa guise autour de l’héroïne. Celle-ci est armée, et équipée d’un grappin magnétique, de jumelles et d’une lampe. Il est possible de ramasser des objets laissés par les ennemis vaincus : de nouvelles armes, des munitions, ou des trousses de soins permettant de restaurer une partie de la barre de vie. Lara possède également un micro-casque avec lequel elle est en communication avec ses deux assistants. Ils interviennent pour commenter la situation de l’aventurière, pouvant donner des indices sur la marche à suivre, ou bien faisant avancer l’intrigue, parfois lors de scènes cinématiques. Certaines donnent lieu à des Quick Time Event à la manière de God of War, où le joueur doit rapidement presser la touche indiquée à l’écran, une erreur étant sanctionnée par la mort de l’aventurière.
Trois niveaux de difficulté sont disponibles, influant sur la précision des tirs ennemis, les dommages causés par leurs attaques ou par l’environnement, la fréquence d’abandon de trousses de soin et la durée permettant de rattraper sa prise après un saut imprécis.

#### Phases d’exploration
Le joueur doit traverser des niveaux linéaires, en mettant à profit l’agilité de Lara lors de phases de plates-formes rappelant Prince of Persia : les Sables du temps. L’héroïne peut courir, marcher, s’accroupir pour se faufiler dans des endroits étroits, sauter, faire des roulades. Elle peut s’agripper à des corniches, pour se déplacer latéralement, puis se hisser sur le rebord supérieur, sauter vers une plate-forme plus élevée ou bien opposée. Il lui est aussi possible d’escalader des barres verticales, de se balancer autour de barres horizontales, et de se saisir de cordes pendantes. Lara peut nager, en surface et en profondeur, mais le temps sous l’eau est limité par une jauge décroissante. Celle-ci épuisée, la barre de vie se vide jusqu’à la noyade.
Le grappin magnétique, innovation de ce volet, est un accessoire essentiel pour Lara. Elle peut l’utiliser pour se déplacer, en le fixant à certains éléments du décor et se balancer, et pour interagir avec l’environnement, en attirant à elle certains objets.
Ces phases sont émaillées d’énigmes consistant généralement en des puzzles physiques, où le joueur doit remettre en marche d’anciens mécanismes. Une action récurrente, dans la lignée des premiers Tomb Raider, consiste à pousser des blocs pour activer des interrupteurs. Grâce aux jumelles, le joueur peut analyser l’environnement à la manière de Metroid Prime, pour identifier les éléments déplaçables, ceux susceptibles de s’effondrer et ceux faisant partie d’un mécanisme.
À l’instar des premiers Tomb Raider, le joueur peut collecter des trésors dissimulés dans les niveaux. Ce sont généralement des petites statuettes de bronze, d’argent ou d’or. Ils permettent de débloquer du contenu, comme de nouvelles tenues pour l’héroïne, des améliorations permanentes de son armement, et des modèles de conception des objets et des décors consultables dans le menu principal. Une fois un niveau terminé, le joueur peut le recommencer en mode contre-la-montre, ce qui permet de débloquer des options de triche.

#### Phases de combat
De nombreux ennemis, principalement des mercenaires armés mais aussi des bêtes féroces, viennent barrer la route au joueur lors de phases de tir objectif. En dégainant son arme, Lara vise automatiquement l’ennemi le plus proche. Un réticule de visée apparait pour le désigner, mais il est possible de changer de cible en s’orientant vers un autre ennemi. Le joueur dispose de munitions illimitées pour ses double-pistolets, et peut ramasser les armes de ses ennemis vaincus, ainsi que les munitions correspondantes : fusil d’assaut, pistolet mitrailleur, lance-grenades ou bien fusil à pompe. À la différence des premiers Tomb Raider où l’inventaire était infini, Il n’est possible de porter qu’une seule de ces armes à la fois, et la quantité de munitions transportables est limitée. Lara peut aussi transporter un maximum de quatre grenades à main.
Il est possible d’utiliser le grappin comme arme, en le lançant sur les ennemis pour les faire chuter ou les rapprocher de soi. Si Lara est suffisamment proche de son opposant, elle peut faire une glissade pour le déséquilibrer, lui asséner des coups de pied, ou bien sauter et rebondir sur lui. Un effet bullet time s’active le temps du saut, donnant un avantage au joueur sur les ennemis. Il est possible de tirer parti de l’environnement, en tirant sur certains éléments destructibles du décor, comme des barils explosifs.

Reproduction de l’affichage tête haute du jeu.

### Phases de conduite
À deux reprises, le joueur dirige Lara aux commandes d’une moto pour des mini-jeux de course-poursuite. Le joueur doit maintenir une certaine vitesse sous peine de fin de partie, et rattrape des ennemis armés à moto ou en voiture. S’il est possible de les semer sans les abattre, la phase de jeu se poursuit tant que des ennemis sont présents.

### Système de progression
Le joueur peut sauvegarder sa progression à tout moment, et des checkpoints sont placés régulièrement dans les niveaux. Le jeu en comporte huit, correspondant à une partie du monde où Lara se rend. Le joueur les traverse dans un ordre donné, mais peut également rejouer le niveau de son choix à partir du menu. Chacun propose des secrets, consistant en un objet (différent pour chaque niveau), présent en une quinzaine d'exemplaires, faits en différents matériaux : bronze, argent ou or.
| Bolivie Pérou Tokyo Ghana Kazakhstan Cornouailles Népal |

- Bolivie - Tiwanaku : Ce niveau a pour cadre les ruines d’une civilisation pré-inca. Les secrets sont des tumis, couteaux sacrificiels.

- Pérou - Retour à Paraíso : Ce niveau se déroule dans un premier temps dans un village désert. Il comprend ensuite une phase de course-poursuite en moto. Le joueur contrôle ensuite Lara sur un site archéologique, et en partie au cours d’un flashback. Les secrets sont des blocs sculptés.

- Japon - Rendez-vous avec Takamoto : Le joueur dirige Lara au cours d’une soirée mondaine à Tokyo, puis passe par les toits pour s’infiltrer dans l’appartement d’un yakuza, boss du niveau. Les secrets sont des statues de Bouddha.

- Ghana - À la poursuite de Rutland : Ce niveau a pour cadre un temple ancien dissimulé derrière une chute d’eau. Le joueur y affronte Rutland comme boss. Les secrets sont des masques ghanéens.

- Kazakhstan - Projet Carbonek : Ce niveau se déroule dans un premier temps dans une base militaire soviétique. Il comprend ensuite une nouvelle course-poursuite en moto, et prend ensuite pour cadre un laboratoire abandonné. Le boss de fin est une entité mystérieuse invulnérable.

- Grande-Bretagne - La tombe d’Arthur ? : Ce niveau a pour cadre un musée pour touristes sur le roi Arthur, à Cornouailles, qui dissimule une entrée vers des catacombes. Le boss est un gigantesque serpent de mer vivant dans un lac souterrain. Les secrets sont des croix chrétiennes.

- Népal - La clé Ghalali : Ce niveau se déroule d’abord sur une montagne de l’Himalaya, puis dans un ancien monastère bouddhiste. Les secrets sont des moulins à prières.

- Bolivie - Le miroir : Ce niveau, très court, se compose essentiellement d’un combat contre l’entité mystérieuse comme boss et de scènes cinématiques.

- Grande-Bretagne - Le manoir des  Croft - Niveau d’entraînement : Le manoir contient plusieurs énigmes, prenant la forme de passages secrets et d’interrupteurs dissimulés. Le joueur peut y accéder à tout moment par le menu principal, mais il ne peut l’explorer entièrement qu’à l’issue du premier niveau. Les secrets sont des écus portant les armoiries des Croft.

## Réalisation
Tomb Raider Legend tranche avec le précédent volet L’Ange des ténèbres, qui comportait de nombreux bogues graphiques et des environnements ternes. La réalisation graphique de Legend contribue à établir une « atmosphère unique ». Les environnements sont « vastes, colorés, riches, vivants » et détaillés. Les effets de lumière sont en particulier très travaillés. Le jeu exploite des techniques de rendu avancées de placage de relief, normal mapping, specular mapping, diffuse mapping ; et utilise de nombreux shaders, comme le Fresnel shader. Concernant l’éclairage, le jeu gère l’auto-ombrage et l’occlusion ambiante,.
La bande son a été composée par Troels Folmann, et dure environ cinq heures. Les compositions sont assorties aux différents régions visitées par Lara, avec l’utilisation d’instruments traditionnels caractéristiques du cadre du niveau. Elles concordent aussi avec la nature du gameplay. Les phases d’exploration sont accompagnées de nappes orchestrales douces, « méditatives voire hypnotisantes », évoquant l’« émerveillement », la « plénitude ».
Les compositions des phases d’action sont plus rythmées, à tendance jazzy voire electronica, synonymes de « danger » et de « panique ». De plus, la musique s’adapte en fonction des actions du joueur et des évènements scriptés, comme un tir ou l’écroulement d’un pilier,,,,,
Folmann a obtenu plusieurs récompenses pour son travail. Il reçoit en 2006 le BAFTA Games Award catégorie « Musique originale » (« Original score ») et le D3 Award de la meilleure musique. En 2007, il est nommé pour le titre de musique de jeu de l’année aux Game Developers Choice Awards, remporte le G.A.N.G Award catégorie « Musique de l’année » (« Music of the Year ») parmi cinq autres nominations, et est récompensé d’un TEC Award catégorie « Interactive entertainment sound production »,,,.
Le jeu propose des doublages et sous-titres en cinq langues suivant la norme Multi5 : français, anglais, allemand, espagnol et italien. En version originale, Lara Croft est doublée par l’actrice britannique Keeley Hawes, notamment célèbre pour son rôle dans la série télévisée MI-5. Elle succède à Jonell Elliott,.
Le doublage est jugé de qualité professionnelle, avec des voix « donnant du caractère aux personnages, en particulier Lara », que la nouvelle voix rend « plus sympathique »,,.
En version française, Lara est doublée par Françoise Cadol depuis le premier opus, et ses deux assistants sont interprétés par les comiques Omar Sy et Fred Testot. Le doublage français est considéré comme convaincant, en particulier la voix de Lara, jugée « douce, suave et envoûtante »,.

## Développement

### Genèse

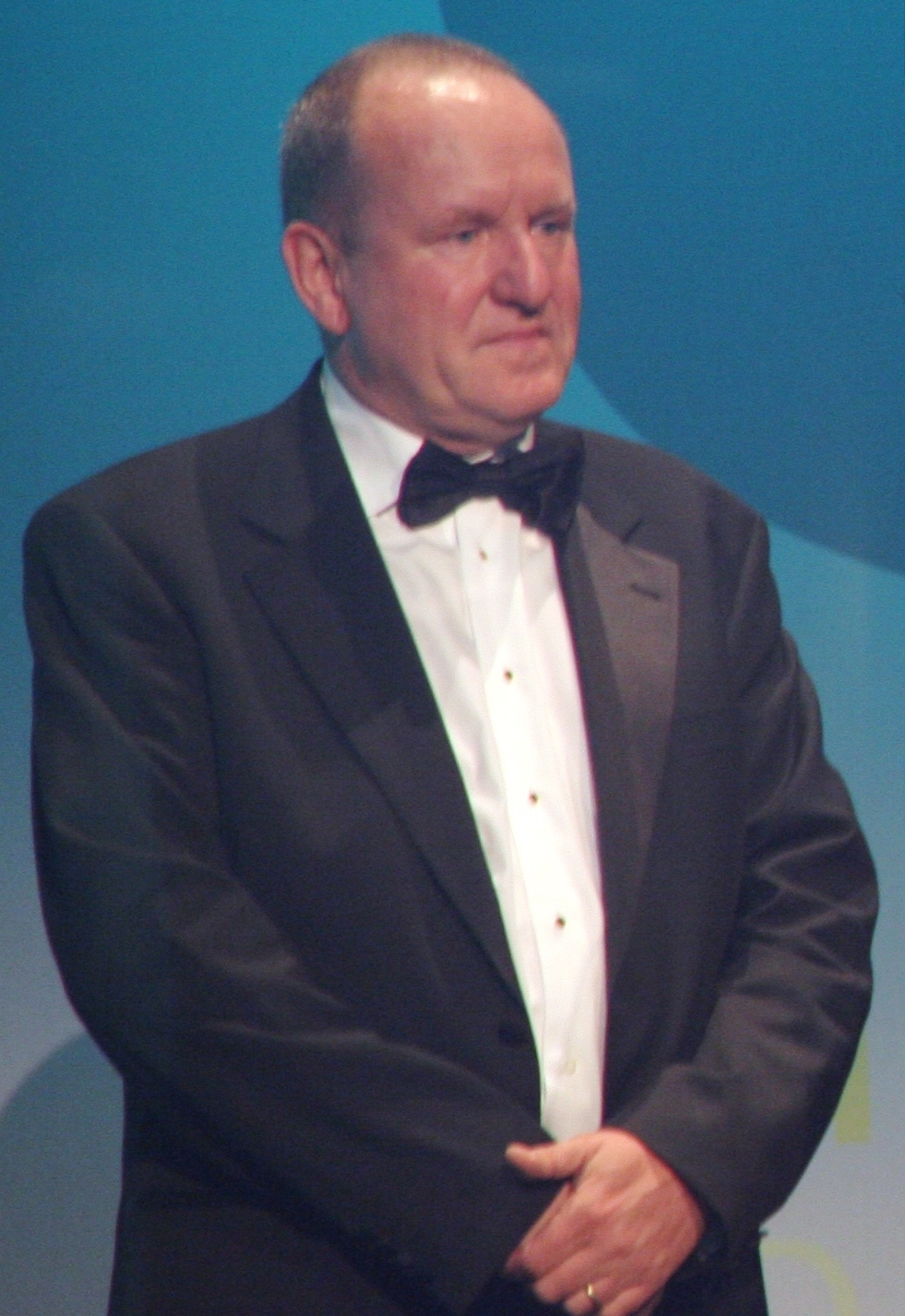
Eidos, alors présidé par Ian Livingstone, décide en 2003 de confier la franchise Tomb Raider à Crystal Dynamics.

La série Tomb Raider débute en 1996, développée par Core Design et éditée par Eidos Interactive. L’immense succès critique et commercial du premier épisode conduit au développement de quatre suites. Sorties à un an d’intervalle, elles connaissent un accueil de plus en plus mitigé par la presse spécialisée. Le sixième volet sorti en juillet 2003 sur PlayStation 2, L’Ange des ténèbres est un important échec critique, et ses ventes bien inférieures à celles escomptées. Paramount Pictures, le producteur de la deuxième adaptation cinématographique Lara Croft : Tomb Raider, le berceau de la vie, attribue même le départ moyen du film au fiasco critique du jeu,.
Ces éléments conduisent Eidos à annoncer le 30 juillet 2003 le retrait de la franchise à Core Design pour la confier au développeur américain Crystal Dynamics,. Cette annonce est favorablement accueillie par la presse, ce studio s’étant forgé une solide réputation avec la série Legacy of Kain.
La sortie du nouvel épisode est alors prévue pour l’exercice comptable 2004-2005, soit avant juin 2005,. Un communiqué publié le 3 avril 2004  maintient cette prévision.
Début août 2004, Toby Gard, créateur du premier Tomb Raider, rejoint Crystal Dynamics en qualité de designer sur le projet,.
Malgré son départ d’Ion Storm Austin début novembre 2004, Warren Spector opère comme consultant sur le nouveau Tomb Raider,.
Dans son rapport semestriel publié le 10 mars 2005, Eidos fait état de résultats financiers en baisse,.
La société y annonce le report du nouveau Tomb Raider à l’année fiscale 2006, ainsi que le développement de versions sur la future Xbox 360 et PlayStation Portable,.
Dans le mois qui suit, Eidos reçoit deux propositions de rachat, de la part du groupe d’investissement américain Elevation Partners puis de l’éditeur britannique SCi. Les actionnaires et le conseil d’administration privilégient la seconde offre, ce qui conduit Elevation Partners à retirer la sienne.
L’acquisition d’Eidos est terminée mi-mai 2005, pour un montant estimé à 74 millions de livres sterling. SCi impose à la franchise sa conception de la gestion de l’édition, incluant un contrôle financier plus strict et une focalisation sur la réalisation. Dans le cadre du redressement de sa nouvelle filiale, SCi souhaite allonger le développement de ses titres-clé et reporte le nouveau Tomb Raider à l’année 2006,.

### Conception

#### Pré-production
Avant de commencer le design proprement dit, Crystal Dynamics passe plus d’une année à effectuer des recherches sur la série Tomb Raider, dans le but de déterminer les raisons du succès des premiers épisodes et les éléments attendus par le public. Ces recherches montrent que le public désire voir une héroïne mobile, acrobate, et maniable, évoluant dans des décors exotiques.
Ian Livingstone, product acquisition director chez Eidos, le designer Riley Cooper et le consultant Toby Gard s’accordent sur le fait que L’Ange des ténèbres avait emmené la série loin de ses racines, avec des décors urbains comme les rues de Paris ne convenant pas à un Tomb Raider,,.
Une des premières décisions de Crystal Dynamics est de revenir dans des environnements exotiques et les ruines d’anciennes civilisations, l’exploration de tombes étant l’essence même de Tomb Raider.
Depuis les débuts de la série, le monde de Tomb Raider est géométrique et basé sur une grille. Lara doit par exemple reculer de deux pas avant d’effectuer un saut en avant. Le système de contrôle de l’héroïne est rigide et assez rebutant, et pèse de plus en plus lourd au fil des ans. L’équipe de développement décide de procéder à une refonte de ce système, en en finissant avec la grille dans le but d’améliorer la mobilité et la maniabilité de Lara,.
Crystal Dynamics s’est ensuite attaché à faire le tri entre les éléments de gameplay des précédents volets. Core Design avait intégré des éléments de jeu d'infiltration dans les précédents jeux, avec notamment un mode dédié et des munitions limitées dans L’Ange des ténèbres. Crystal Dynamics juge que cet aspect ne correspond pas à la franchise, et décide de rétablir les double-pistolets avec munitions illimitées,.

#### Character design

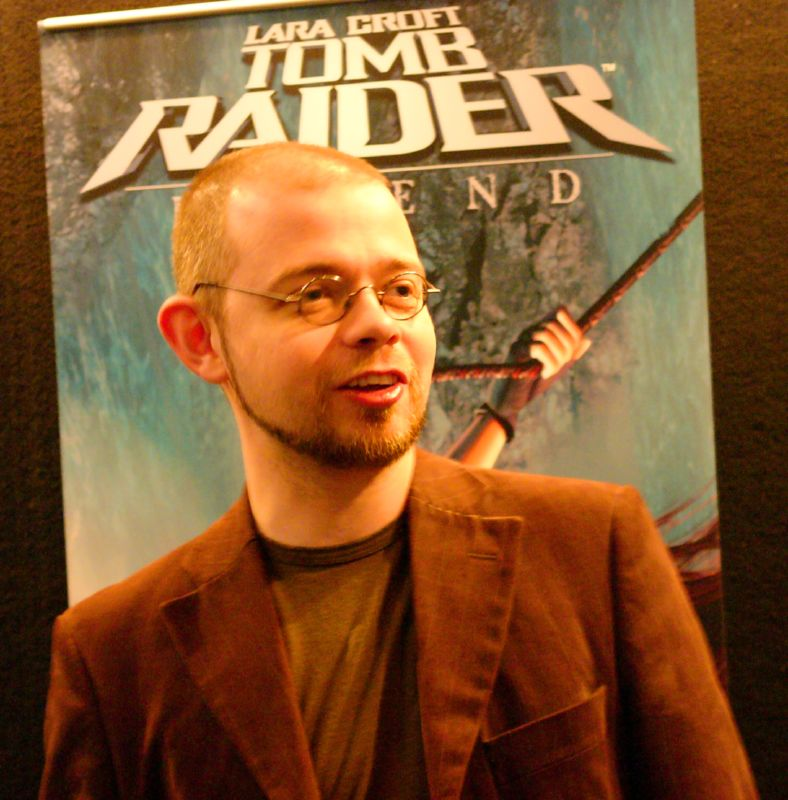
Toby Gard, créateur du premier Tomb Raider, a participé au développement comme consultant créatif et a notamment recréé le design de Lara Croft.

Le design de Lara Croft a été profondément remanié pour ce nouveau volet. Le modèle est constitué d’environ 10 000 polygones, contre 5 000 pour L’Ange des ténèbres et 500 pour les cinq premiers épisodes. La modélisation du personnage a par ailleurs été revue au-delà de cette augmentation. L’anatomie de l’héroïne est ainsi plus naturelle, en particulier sa poitrine, même si elle conserve des jambes particulièrement longues. Selon Toby Gard, le personnage ne doit pas être trop réaliste pour conserver sa nature iconique. Il s’agissait alors de trouver un équilibre entre la caricature et le réalisme.

#### Technique
Plutôt que d’utiliser un moteur physique tiers, Crystal Dynamics décide de concevoir son propre moteur. Son développement est fondé sur celui utilisé pour Legacy of Kain. Un prototype de moteur amélioré est développé par un seul programmeur, et donne des « résultats stupéfiants », prouvant la capacité de Crystal Dynamics à se passer d’un moteur externe. Le studio recrute un programmeur, Erin Catto, ayant précédemment travaillé dans le domaine de la biologie moléculaire. Il développe à lui seul le système physique utilisé dans le jeu, baptisé Quartz. Selon le directeur technique Jason Bell, le moteur « est une des plus grandes réussites du projet », et « vaut largement tous ceux proposés sur le marché ».

#### Level design
Morgan Gray, producteur du jeu, et Riley Cooper, designer en chef, ont déclaré s’être orientés vers « des espaces ouverts anciens et des énigmes à base physique ». Les deux premiers volets de la série, caractéristiques de ces aspects, ont ainsi eu une « influence majeure sur Legend ».

#### Musique

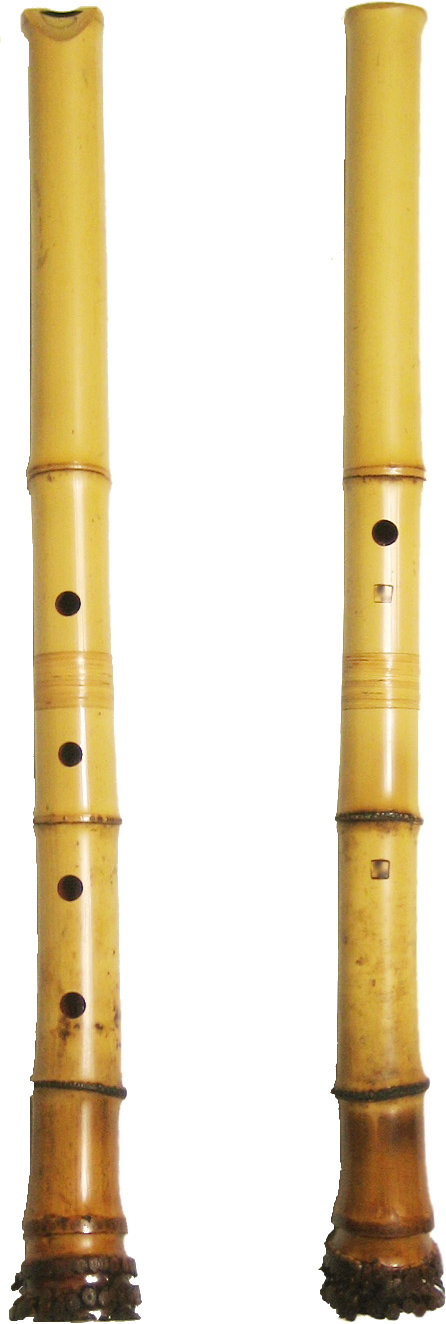
Des shakuhachi japonais ont été utilisés pour le niveau de Tokyo.

Troels Folmann, dans le cadre de son doctorat à la IT University de Copenhague, mène des recherches académiques sur la musique de jeu vidéo, un domaine très peu exploré. Ses recherches portent plus précisément sur la musique interactive : si le concept n’est pas spécialement nouveau, les limitations techniques rendent sa mise en pratique très difficile. Pragmatique, Folmann souhaite travailler en lien avec l’industrie, et intègre le studio Crystal Dynamics. Il est amené à composer la bande-son de Project: Snowblind, un jeu de tir à la première personne fondé sur l’univers de Deus Ex,,,,,.
À l’issue de ce travail, le studio lui propose de poursuivre ses études pratiques en développant de nouvelles techniques de composition interactive pour Tomb Raider Legend, offre qui enthousiasme Folmann. Contrairement à Project: Snowblind où il n’avait que peu de contraintes, Tomb Raider est une franchise célèbre : Folmann doit prendre en considération les attentes des producteurs, des développeurs, des commerciaux et des fans. Son rôle de « compositeur commercial » est alors de proposer une musique qui contentera le maximum de gens.
Appréciant les musiques de Nathan McCree des premiers opus, Folmann souhaite trouver un équilibre entre le respect pour les compositions originales et l’innovation. Il ambitionne une bande son non répétitive orientée musique de film, d’une qualité digne d’Hollywood, à même de provoquer des émotions.
Les deux premiers mois sont consacrés à des recherches et la préparation. Folmann analyse les bandes-son des précédents Tomb Raider composées par McCree et Peter Connelly, puis celles des deux adaptations cinématographiques. Il lit les documents de travail et le scénario et joue au jeu en développement, puis étudie les styles musicaux des différentes destinations du jeu. Folmann se procure de nombreux instruments exotiques : duduk arméniens, kaval turcs, shakuhachi et taiko japonais, tongqin tibétain, flûte de Pan bolivienne, flûte irlandaise, tambour à fente africain et vibraslap.
En l’espace de dix mois, sept heures de musique sont produites, sur lesquelles cinq heures sont intégrées au jeu.

### Sortie

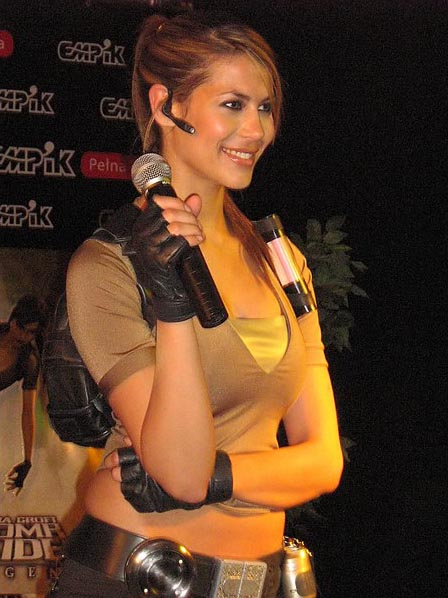
Karima Adebibe a assuré la promotion de ce volet.

Le magazine américain PSM dévoile fin mars 2005 le titre de ce nouveau volet, Tomb Raider Legend, ainsi que les premières images du jeu et une interview de Toby Gard,.
L’annonce officielle est faite le 5 avril 2005 par communiqué de presse. Celui-ci revient sur la démarche des développeurs et le retour aux sources voulu pour cet épisode, mais ne dévoile aucun élément du scénario ou du gameplay.
Il est accompagné de deux images représentant Lara Croft. Le nouveau style de l’héroïne, plus athlétique et moins plantureuse, est favorablement reçu par la presse spécialisée. Son nouvel équipement est également visible : jumelles, grappin magnétique, dispositif d’éclairage, système de communication et grenades,. Le site officiel ouvre le 12 avril 2005, présentant les premières captures d’écran du jeu. Les décors évoquant les premiers épisodes de la série sont reçus positivement par la presse qui parle déjà de retour aux sources de la saga,.
Le 28 avril 2005, Eidos annonce que Tomb Raider Legend fera partie des quatre jeux présentés à l’E3 2005. La première bande-annonce du jeu est mise en ligne quelques jours plus tard, faisant la part belle aux phases de plates-formes,. Le jeu fait bonne impression au salon. La presse spécialisée note la qualité du level design ainsi que les améliorations du gameplay, relevant l’influence des derniers  Prince of Persia,. Une version jouable est présentée à la Games Convention en août 2005.
Le 2 février 2006, Eidos annonce la sortie du jeu pour le 7 avril 2006 en Europe et le 11 avril 2006 en Amérique du Nord,. Cette période de sortie est à imputer aux reports successifs du titre, car d’ordinaire un jeu de cette ampleur est publié à l’automne. SCi ne souhaite pas pour autant attendre davantage, notamment par rapport à l’arrivée de la prochaine génération de consoles. Le directeur du marketing Bob Lindsey juge que le jeu a « l’envergure pour sortir du lot quelle que soit la période », et que cette date présente de nombreux avantages. Elle permet de désengorger l’intense marché de novembre et de dynamiser la morte-saison, ce qui lui assure le soutien des distributeurs. Le succès commercial de Lego Star Wars, publié à la même période l’année précédente, le conforte dans ce choix. Confiant sur la qualité de son produit, Lindsay lui prédit une grande longévité, avec une entrée en gamme Platinum. Il pronostique aussi sa place « en tête des ventes les premiers mois, et dans le top cinq à la fin de l’année ».
Comme pour les précédents volets, Eidos engage un mannequin chargé d’incarner Lara Croft pour la promotion du jeu. Il s’agit de Karima Adebibe, qui succède à Jill de Jong,.

### Équipe de développement
- Producteur chef : Matthew Guzenda
- Producteur : Morgan Gray
- Concepteur chef : Riley Cooper
- Directeur technique : Jason Bell
- Programmeur chef : Rob Pavey
- Directeur artistique : Jacob Wendler
- Artiste chef : Jason Botta, Drew Medina
- Compositeur : Troels Folmann
- Consultant créatif : Toby Gard
- Scénario : Eric Lindstrom, Aaron Vanian et Toby Gard

Toby Gard, associé au projet pour la vision unique qu’il pouvait y apporter, n’a intégré l’équipe de développement qu’assez tard dans la production. Engagé comme consultant, son rôle a cependant pris de l’ampleur. Il a coécrit le scénario et participé au design du jeu, en particulier en ce qui concerne le personnage de Lara Croft. Il s’est impliqué dans l’animation, ayant travaillé sur cet aspect pour son précédent titre Galleon, et a réalisé l’ensemble des cinématiques du jeu,.

## Accueil

### Critiques
| Publication                         | Note                         |
| ----------------------------------- | ---------------------------- |
| JPN Famitsu                         | 33 / 40                      |
| AN IGN                              | 8 / 10                       |
| RU Edge                             | 8 / 10                       |
| FR Gamekult                         | 7 / 10                       |
| FR Jeuxvideo.com                    | 16 / 20                      |
| Compilations de plusieurs critiques |                              |
| GameRankings                        | 82 % (basé sur 46 critiques) |
| Metacritic                          | 82 % (basé sur 43 critiques) |

Tomb Raider Legend a reçu des appréciations positives de la part de la presse spécialisée. Les sites GameRankings et Metacritic, qui effectuent des moyennes à partir de nombreuses publications, lui attribuent tous deux un score de 82 %.
Dans sa revue de presse de la réception critique du titre, Quang Hong de Gamasutra analyse que grâce à Tomb Raider Legend, la franchise renoue avec la respectabilité, sinon la gloire. Les différents critiques s’accordent à dire que ce volet est un retour aux sources, rappelant les deux premiers opus.
Les critiques saluent notamment la refonte du gameplay. Thomas Méreur de Gamekult et Yannick Le Fur de Jeuxvideo.com parlent tous deux de « dépoussiérage ». Les mouvements de Lara sont fluides, les contrôles plus souples et agréables. Contrairement aux premiers Tomb Raider, les phases de plate-forme sont plus assistées et moins frustrantes. Les phases de combat sont également moins laborieuses que par le passé, bénéficiant d’ajouts de mouvement bienvenus selon Gamekult et IGN.
Justin Leeper de Yahoo! Games note que le jeu inclut les meilleures philosophies de game design qui ont émergé depuis la conception du premier Tomb Raider. Les critiques perçoivent l’influence de nombreux titres, tels Halo, Prince of Persia : Les Sables du temps, Metroid Prime et God of War,,.
L’aspect technique est bien perçu. IGN juge le « design et la direction artistique excellente ». Le travail des graphistes est selon Gamekult « impressionnant », avec des décors « vastes » et « vivants ». La mise en scène cinématographique évoque les films de James Bond, et le système de Quick Time Event rythme le jeu,.
Le principal point noir du titre est sa durée de vie assez faible. Eurogamer l’estime à onze ou douze heures, Gamekult et Jeuxvideo.com à huit, soit beaucoup moins que les précédents volets. Le jeu est cependant beaucoup moins frustrant que ses prédécesseurs, et se révèle intense et divertissant. Chris Slate de PSM estime par ailleurs que la comparaison avec d’autres titres du genre comme les Prince of Persia, God of War et Metal Gear est à l’avantage de Legend. De plus, les nombreux trésors à trouver et le contre-la-montre augmentent la replay value du titre.
Une autre déception concerne les mini-jeux de conduite de moto. Jeuxvideo.com les juge « trop longues », pas assez rythmées. La prise en main est « brouillonne » selon Gamekult, faisant de ces phases la « seule véritable faiblesse » du jeu. IGN estime également que, si ces phases d’arcade servent à varier l’action, elles sont loin d’être indispensables,,.
Gamasutra conclut que « si le jeu n’est pas parfait, Crystal Dynamics a capturé l’esprit de la série dans une enveloppe divertissante ». Selon Douglass Perry d’IGN, il est le meilleur des Tomb Raider alors parus,.

### Ventes
Tomb Raider Legend est un important succès commercial. À sa sortie, le jeu se place en tête des ventes dans la plupart des pays. Un mois après son lancement, il se maintient en deuxième position des ventes dans plusieurs territoires-clé dont le Royaume-Uni. En cinq semaines, le titre s’écoule à 2,6 millions d’exemplaires, davantage que ce que l’éditeur attendait pour l’année entière,. En douze semaines, 2,9 millions d’unités ont été vendues à travers le monde, dépassant les espérances de l’éditeur,. Tomb Raider Legend est finalement le huitième jeu le plus vendu au Royaume-Uni au cours de l’année 2006 selon les données de l’ELSPA.
Ses ventes ont largement contribué aux excellents résultats financiers de SCi pour son exercice fiscal 2005-2006, engrangeant 41 millions d’euros de bénéfice,.

## Jeu mobile
Un jeu centré sur le niveau de Tokyo et intitulé Tomb Raider Legend: Tokyo est sorti sur téléphones mobiles J2ME en décembre 2006.

## Héritage
Le succès de Tomb Raider Legend a conduit au développement de deux suites par Crystal Dynamics.
À l’occasion du dixième anniversaire de la sortie du premier épisode, Tomb Raider, en novembre 1996, un remake, Tomb Raider: Anniversary, est mis en chantier. Son développement se fait parallèlement à celui de Tomb Raider Legend. Il est publié en juin 2007
Tomb Raider: Underworld est publié en novembre 2008.

### Médias externes
- [image] Pochette de la version PC de Tomb Raider Legend
- [vidéo] Bons réflexes, vidéo illustrant les phases d’exploration et les Quick Time Event sur Gamekult
- [vidéo] À l’assaut, vidéo illustrant les phases de combat sur Gamekult